# مساحقه

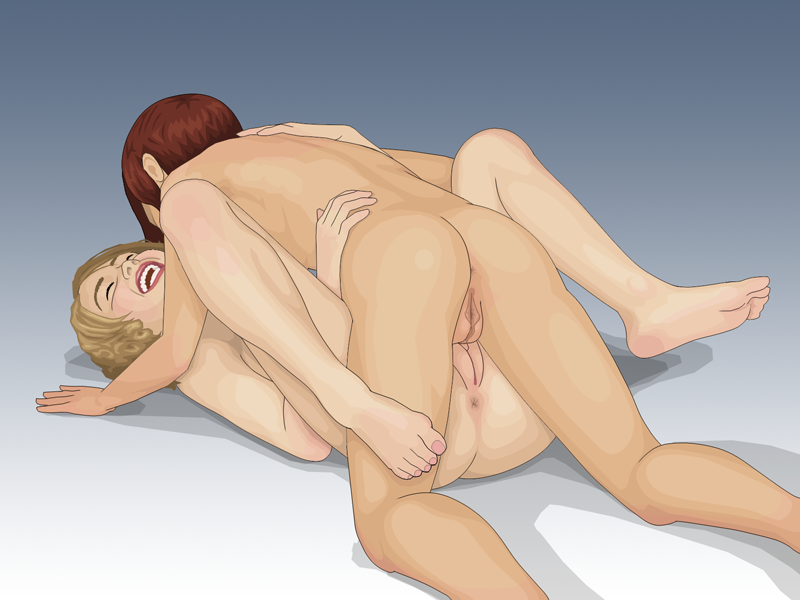
طبق‌زنی(پوزیشن میسیونری) میان دو زن که فرج یکدیگر را مالش می‌دهند.

مُساحقه اصطلاحی در حقوق و علوم دینی است. در فقه اسلامی و قانون مجازات اسلامی ایران، مساحقه به این معناست که زن عاقل و بالغ و مختار، اندام تناسلی خود را روی اندام تناسلی یک زن دیگر قرار دهد. مساحقه کیفر صد تازیانه دارد و تفاوتی میان مسلمان و نامسلمان نیست. همچنین در صورت تجاوز جنسی یک زن به زن دیگر، برخلاف لواط مردان، اعدام مقرر نشده است. در قانون ایران برای مادون مساحقه و لواط همچون بوسیدن و لمس شهوانی همجنس‌گرایان زن یا مرد، ۳۱ تا ۷۴ تازیانه پیش‌بینی شده است. در مقایسه با لواط، برای مساحقه حساسیت و کیفر کم‌تری وجود دارد؛ زیرا در جرم لواط، مفعول محکوم به اعدام است مگر اینکه به او تجاوز شده باشد و فاعل هم در صورتی که نامسلمان یا مسلمان همسردار باشد یا به مفعول تجاوز جنسی کرده باشد، اعدام می‌گردد و در غیر این صورت صد تازیانه دارد. در همهٔ جرائم حدّی مانند مساحقه و لواط و خوردن مشروبات الکلی حتی اگر اثبات شود فرد چندین بار به مساحقه دست زده است باز هم تنها یک بار کیفر صد تازیانه خواهد داشت اما چنانچه بعد از هر محکومیت مساحقه کرده و مجدد محکوم گردد و کیفر وی نیز اجرا گردد تا بار سوم محکومیت و اجرا هر بار صد تازیانه خورده اما در بار چهارم محکومیت، اعدام می‌گردد.

## واژه‌شناسی
سَحق — بر وزن سنگ — یا مساحقه در لغت معانی گوناگونی دارد؛ از جمله: «جامهٔ کهنه»، «ریزه‌ریزه کردن»، «کوبیدن»، «نرم کردن»، «ساییدن»، «پاک کردن».

## قرآن و فقه اسلامی
به مساحقه و همجنس‌گرایی زنانه در قرآن اشاره نشده است – برخلاف لواط که آیاتی در این زمینه دارد:
و لوط را به یاد آر زمانی که به قوم خود گفت: آیا به چنان زشت‌کاری دست می‌زنید که هیچ‌کس از مردمان در آن بر شما پیشی نگرفته است؟ (۸۰) شما از روی شهوت (میل زیاده‌خواهانه) به غیر زنان، بر مردان درمی‌آیید، آری، شما قومی اسراف‌کارید. (۸۱) و پاسخ قومش جز این نبود که گفتند: آنان را از شهرتان بیرون کنید، زیرا که خود را پاکیزه می‌شمارند. (۸۲)
با این همه مفسران مسلمان، اشاره صرف این کتاب به نامِ اصحاب رَسّ را به استناد روایات در نکوهش مساحقه دانسته‌اند. آیات ۱۵ و ۱۶ سورهٔ نسا را نیز اقلیتی از فقها علی‌رغم نظر مشهور فقهی مبنی بر دلالت بر زنا و نسخ آن با آیهٔ ۲ سورهٔ نور و همچنین عدم تصریح به سحق در آن آیات، به‌ترتیب دربارهٔ کیفر مساحقه و لواط دانسته‌اند:
وَاللَّاتِی یَأْتِینَ الْفَاحِشَةَ مِنْ نِسَائِکُمْ فَاسْتَشْهِدُوا عَلَیْهِنَّ أَرْبَعَةً مِنْکُمْ ۖ فَإِنْ شَهِدُوا فَأَمْسِکُوهُنَّ فِی الْبُیُوتِ حَتَّیٰ یَتَوَفَّاهُنَّ الْمَوْتُ أَوْ یَجْعَلَ اللَّهُ لَهُنَّ سَبِیلًا (۱۵) وَاللَّذَانِ یَأْتِیَانِهَا مِنْکُمْ فَآذُوهُمَا ۖ فَإِنْ تَابَا وَأَصْلَحَا فَأَعْرِضُوا عَنْهُمَا ۗ إِنَّ اللَّهَ کَانَ تَوَّابًا رَحِیمًا (۱۶)
و آن‌هایی از زنان شما که فحشایی آرند، چهار تَن از خودتان را بر آنان شاهد بگیرید، پس اگر شهادت دادند، آنان را در خانه‌ها نگه دارید تا مرگشان فرا رسد یا خدا برایشان راهی قرار دهد. (۱۵) و آن دو مرد از شما که آن [فحشایی] آرند، آزارشان کنید، پس اگر توبه کردند و به شایستگی آمدند، بگذرید از ایشان، همانا خدا بسی توبه‌پذیرندهٔ مهربان است. (۱۶)
در فقه اسلامی از مساحقه به تفصیل بحث شده و روایاتی در این باره آمده است. شهید اول در کتاب اللُّمعَةُ الدَمشقیّة که به درخواست دولت سربداران نوشته بود، در بخش راجع به مساحقه چنین آورده است:
اگر شوهری با زنش نزدیکی نمود، سپس زنش با دختر دوشیزه‌ای مساحقه کرد و در نتیجه دختر، باردار گردید، حکم آن است که فرزند زاده‌شده از آن دختر، متعلق به شوهر بوده و زن و دختر را باید حدّ بزنند و بر زن لازم است که مهرالمثل دختر دوشیزه را بپردازد.
سید روح‌الله خمینی در باب مساحقه نوشته است:
با وطی زن به زن مساحقه واقع می‌شود و اثبات این جرم مانند اثبات لواط است و مجازات آن صد ضربه تازیانه است؛ به شرطی که مرتکب، عاقل، بالغ و مختار باشد و این کیفر در محصنه و غیر آن یکسان است و گفته شده اگر مساحقه‌کننده محصنه باشد، حکمش سنگسار می‌باشد ولی صحیح‌تر اولی است [تازیانه می‌خورد و سنگسار نمی‌شود] و تفاوتی نیست در اجرای مجازات بین فاعله و مفعوله و زن کافر یا مسلمان.

## قانون ایران

### کیفر
بر بنیاد دیدگاه خمینی که مشهور فقهی است، قانون‌گذار در مادهٔ ۲۳۹ قانون مجازات اسلامی مصوب ۱۳۹۲ کیفر مساحقه را صد تازیانه تعیین کرده است. هرگاه متهم پیش از اثبات جرم، توبه کند و ندامت و اصلاح او برای دادرس محرز شود، حد مساحقه از او ساقط می‌گردد. همچنین اگر مساحقه با اقرار ثابت شده باشد، در صورت توبه مرتکب حتی پس از اثبات جرم، دادگاه می‌تواند عفو مجرم را به‌واسطه رئیس قوه قضائیه از رهبر درخواست کند. برای مادون مساحقه (همانند مادون لواط) با مصادیقی همچون لمس یا بوسه شهوانی دو زن به یکدیگر، ۳۱ تا ۷۴ تازیانه پیش‌بینی شده است.

### راه‌های اثبات
راه‌های‌های اثبات مساحقه در دادگاه همان راه‌های اثبات لواط است؛ یعنی با چهار بار اقرار مرتکب یا شهادت چهار مرد عادل مستند به دیدن حضوری مساحقه اثبات می‌گردد؛ مگر اینکه دانش دادرس (علم قاضی) که از مستندات دیگری به دست آمده، خلاف محتوای شهادت باشد. شهادت زنان در اثبات مساحقه معتبر نیست. در ماده ۲۴۱ قانون مجازات اسلامی ایران در صورت نبود ادلهٔ قانونی یادشده، هرگونه پژوهش و بازجویی دربارهٔ جرائم جنسی پنهان جز در حالت تجاوز جنسی، اکراه، اغفال، آزار و ربایش منع گردیده است.